# Estádio Hardturm
O Estádio Hardturm é um estádio de futebol localizado em Zurique, na Suíça. É a casa do clube suíço Grasshopper Club.
Inaugurado em 1929 com 27.500 lugares, recebeu partidas da Copa do Mundo de 1954.
Chegou a possuir 38.000 lugares em 1986, ano do centenário do clube. Porém atualmente comporta 17.600 torcedores em partidas do Campeonato Suíço de Futebol e 16.600 em partidas das Competições Européias.
Atualmente o clube arqui-rival, o FC Zürich, está sediando seus jogos no Hardturm, devido a reforma e ampliação do Estádio Letzigrund para a Eurocopa 2008, o que vem gerando protestos de ambas as torcidas.
Porém há um projeto para um novo Hardturm, com capacidade para 30.000 torcedores, o que levaria o Grasshopper Club a sediar seus jogos no estádio do FC Zürich.

## Ligações Externas
- WorldStadiums.com
- Google Maps - imagem de satélite